# Robbie Blake
Robert James „Robbie” Blake (Middlesbrough, 1976. március 4. –) angol labdarúgó, edző.

## Pályafutása

### Darlington
Blake a Darlington ifiakadémiáján kezdett futballozni. 1994-ben került fel az első csapathoz. Egy évvel később kölcsönben az ír Waterford Unitedhez került, hogy tapasztalatot gyűjtsön. 1997-ig maradt a Darlingtonban, ahol 68 bajnoki meccsen lépett pályára és 21 gólt szerzett.

### Bradford City
A Bradford City 1997 márciusában 300 ezer fontos ajánlatot tett Blake-ért, melyet a Darlington elfogadott. Hamar sikerült beilleszkednie új csapatába, első idényében nyolc gólt szerzett. Az 1998/99-es szezon előtt a Bradford leigazolta Lee Millst, aki remek párost alkotott Blake-kel. Ketten összesen 40 gólt lőttek, a csapat pedig másodikként feljutott a Premier League-be.
Az élvonalban már nehezebben boldogult, mindössze 15 alkalommal volt kezdő. A következő szezonban két hónapra kölcsönadták a Nottingham Forestnek. Visszatérése után négy gólt szerzett a Bradfordban. Csapata 2001-ben kiesett a Premier League-ből, ami után ismét szóba hozták a Nottinghammel, akik ezúttal már véglegesen vitték volna, de az átigazolásból nem lett semmi. Végül 2002 telén hagyta el a klubot.

### Burnley
2002. január 25-én 1 millió fontot ajánlott érte a Burnley, melyet a Bradford kénytelen volt elfogadni rossz anyagi helyzete miatt. A szezon hátralévő részében nem sokat játszhatott egy sérülés miatt. A 2002/03-as idény már sokkal jobban alakult a számára, ő lett a házi gólkirály 22 találatával. A következő évadban is folytatódott a jó sorozata, 2004 januárjában már 13 gólnál tartott. Ezzel több csapat figyelmét is felhívta magára, a Wigan Athletic három ajánlattal is megpróbálkozott, de a Burnley mindegyikre nemet mondott.
Blake végül 2005 januárjában hagyta el a Burnleyt, a Birmingham City kedvéért, így újra lehetősége nyílt a Premier League-ben játszani.

### Birmingham City
Blake 2005. január 8-án, egy Leeds United elleni FA Kupa-meccsen debütált új csapatában. Remélte, hogy sikerül állandó helyet szereznie magának a birminghamieknél, de mindössze 11 bajnokin játszhatott. Nyáron bejelentkezett érte a Leeds United, akik végül le is igazolták.

### Leeds United
A Leeds United 800 ezer fontért igazolta le Blake-et, aki három évre írt alá a csapattal. A 2005/06-os szezon első meccsén, a Millwall ellen mutatkozott be új klubjában. Néhány nappal később, a Cardiff City ellen első gólját is megszerezte. A következő idényben Dennis Wise személyében új menedzser érkezett a Leedshez, aki nem kezdőként számított Blake-re. Így is sikerült nyolc gólt szereznie, de ezzel sem tudta megmenteni a csapatot a kieséstől. A gárda olyan rossz anyagi helyzetben volt, hogy kénytelen volt eladni legjobb játékosait, köztük Blake-et is.

### Burnley
Blake 2007. július 13-án 250 ezer font ellenében visszatért a Burnleyhez. Augusztus 11-én, a West Bromwich Albion elleni szezonnyitón lépett pályára először a csapatban. Második meccsén, az Oldham Athletic ellen már gólt is lőtt. A 2007/08-as évadban nyújtott teljesítményéért rengeteg elismerést kapott. 43 meccsen 10 gólt szerzett és 13 gólpasszt adott.
A következő szezonban közel került hozzá, hogy bejuttassa csapatát a Ligakupa döntőjébe, az elődöntőben gólt szerzett a Tottenham Hotspur ellen és két gólpasszt is adott, de végül a londoniak jutottak tovább. Az idény végén a Burnley megnyerte a másodosztály rájátszását, így Blake ismét kapott egy esélyt, hogy bizonyítson a Premier League-ben. 2009. augusztus 19-én csapata az ő góljával verte 1-0-ra a bajnoki címvédő Manchester Unitedet.

## Sikerei, díjai

### Bradford City
- A másodosztály ezüstérmese: 1998/99

### Burnley
- A másodosztály rájátszásának győztese: 2008/09

## Külső hivatkozások
- Robbie Blake pályafutásának statisztikái a Soccerbase oldalon (angolul)

- Robbie Blake adatlapja a Bradford City honlapján
- Robbie Blake adatlapja a Burnley honlapján

## Fordítás
- Ez a szócikk részben vagy egészben  a   Robbie Blake című angol Wikipédia-szócikk fordításán alapul.  Az eredeti cikk szerkesztőit annak laptörténete sorolja fel. Ez a jelzés csupán a megfogalmazás eredetét és a szerzői jogokat jelzi, nem szolgál a cikkben szereplő információk forrásmegjelöléseként.